# Sieben frühe Lieder
Sept Lieder de jeunesse

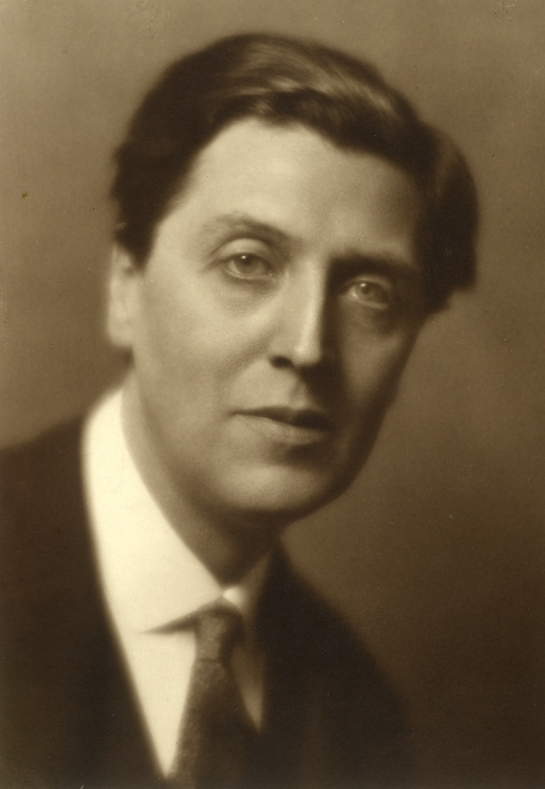
Alban Berg

Les Sieben frühe Lieder (en français, Sept lieder de jeunesse) sont sept lieder pour voix de femme et piano composés par Alban Berg entre 1905 et 1908 parmi une centaine d'autres lieder, alors qu'il étudie encore avec Arnold Schönberg. En 1928, Berg choisit d'orchestrer ces sept lieder pour former le cycle alors intitulé Sieben frühe Lieder, créé le 6 novembre de la même année à Vienne par la soprano Ruzena Herlinger.

## Structure
Les sept lieder sont :
1. Nacht (Nuit) - poème de Carl Hauptmann ;
2. Schilflied (Chant du roseau) - poème de Nikolaus Lenau ;
3. Die Nachtigall (Le Rossignol) - poème de Theodor Storm ;
4. Traumgekrönt (Couronné de rêve) - poème de Rainer Maria Rilke ;
5. Im Zimmer (Dans la chambre) - poème de Johannes Schlaf ;
6. Liebesode (Ode à l'amour) - poème d'Otto Erich Hartleben ;
7. Sommertage (Jours d'été) - poème de Paul Hohenberg.

## Instrumentation
La version orchestrée prévoit l'instrumentation suivante :
- violons I et II, altos, violoncelles, contrebasses,
- deux flûtes (la seconde prenant le piccolo), deux hautbois (le second prenant le cor anglais), deux clarinettes en si bémol, une clarinette basse en la, deux bassons, un contrebasson, quatre cors en fa, une trompette en fa, deux trombones ténors,
- timbales, percussions, harpe, célesta.

## Discographie sélective
- Version avec piano :
  - Lucia Popp et Irwin Gage (RCA)
  - Anne Sofie von Otter et Bengt Forsberg (Deutsche Grammophon)
  - Susan Graham et Malcolm Martineau (Warner)
  - Dorothea Röschmann et Mitsuko Uchida (Decca)

- Version avec orchestre :
  - Jessye Norman, Orchestre symphonique de Londres, Pierre Boulez (dir.) (Sony)
  - Anne Sofie von Otter, Orchestre philharmonique de Vienne, Claudio Abbado (dir.) (Deutsche Grammophon)
  - Barbara Bonney, Orchestre royal du Concertgebouw, Riccardo Chailly (dir.) (Decca)
  - Renée Fleming, Orchestre philharmonique de Vienne, Claudio Abbado (dir.) (Deutsche Grammophon)